# FKベジャニヤ
フドバルスキ・クルブ・ベジャニヤ（セルビア語: Фудбалски клуб Бежанија, セルビア・クロアチア語: Fudbalski klub Bežanija）は、セルビアのベオグラード・ベジャニヤをホームタウンとするサッカークラブである。

## 歴史
1921年にSokoとして創設され、後にベジャニイスキ・スポルツキ・クルブ (BSK) 、HŠKに改称された。第二次世界大戦後の1946年にFKイェディンストヴォ、1955-56シーズン前にFKベジャニヤに改称された。
2005-06シーズンにセルビア・モンテネグロ2部のセルビア・プルヴァ・リーガで優勝し、2006-07シーズンは12クラブで構成されたセルビア最上位リーグのセルビア・スーペルリーガに所属した。FKベジャニヤは上位6チームによるプレーオフに進出し、レッドスター、パルチザン、ヴォイヴォディナに次ぐ4位になり、UEFAカップ出場権を獲得した。

## 獲得タイトル
- セルビア・プルヴァ・リーガ：1回
  - 2005-06

## 欧州の成績
| シーズン | 大会       | ラウンド  | 対戦相手       | ホーム | アウェー | 合計    |  |
| -------- | ---------- | --------- | -------------- | ------ | -------- | ------- |  |
| 2007-08  | UEFAカップ | 予選1回戦 | ベサ・カヴァヤ | 2-2    | 0-0      | 2-2 (a) |  |

## 歴代所属選手
- アントニオ・ルカヴィナ 2002-2007
- ミラン・ビシェヴァツ 2003
- デヤン・ダミャノヴィッチ 2003-2006
- ケテレシュ・ラースロー 2004-2005
- ジャルコ・ラゼティッチ 2004-2006, 2013
- マリオ・ジュロフスキ 2004-2007
- ミロシュ・ミロイェヴィッチ 2005
- スルジャ・クネジェヴィッチ 2006-2007
- イヴァン・ドゥディッチ 2006-2007
- ボヤン・シャラノヴ 2007
- 洪映早 2007-2008
- ウグリェシャ・ラディノヴィッチ 2012-2013
- ネナド・ジヴコヴィッチ 2013
- ボヤン・ボジョヴィッチ 2013
- ミラン・プロヴィッチ 2013-2014
- フィリプ・マノイロヴィッチ 2015-2016
- ステファン・イリッチ 2017
- アレクサンダル・カタニッチ 2019